# Petrus Nordmann

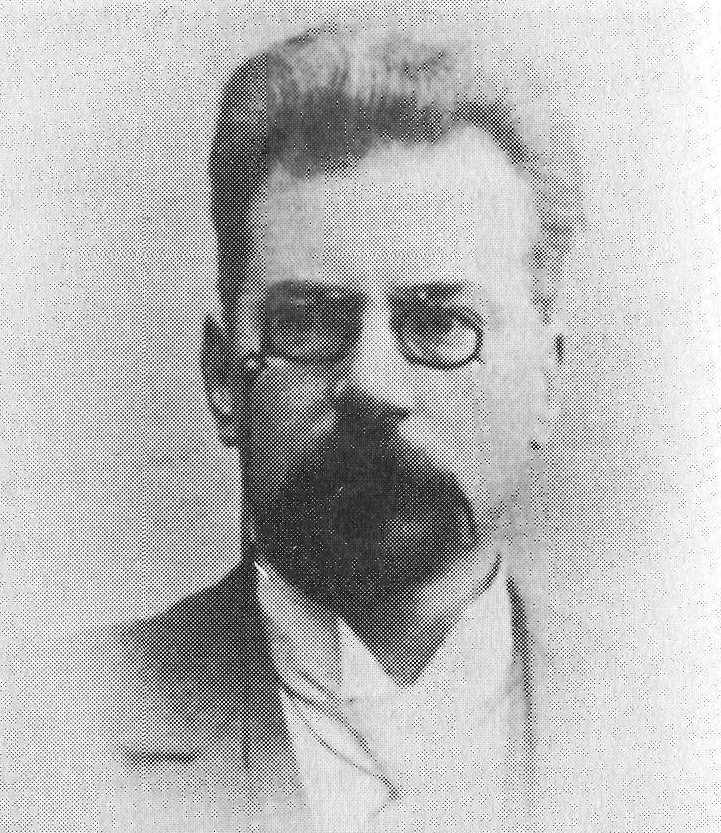
Petrus Nordmann

Gottfried Petrus Bernhard Nordmann, född 30 januari 1858 i Helsingfors, död 27 oktober 1923 i Borgå, var en finländsk folkbildare, lärare och författare. Han var brorson till Alexander von Nordmann.

## Biografi
Nordmann var i många år sekreterare och senare ordförande i Svenska folkskolans vänner. Han gjorde även ett stort arbete för folkbildningen i svenska Finland. Åren 1889-1891 var han redaktör för veckotidningen Land och Stad.
Hans filosofie licentiatavhandling 1888 handlar om den finska inflyttningen till mellersta Sverige under 1500- och 1600-talen, Finnarne i mellersta Sverige. Inom forskningen råder en stor oklarhet om svedjefinnarnas andel i nybyggarverksamheten. Vissa forskare har sett en stor del av kolonisationssträvandena på 1570- och 1580-talet som utsprungna ur invandrade savolaxares nybyggariver. Petrus Nordmann har gjort gällande att finnarna flyttade i mängder in i hertig Karls furstendöme till följd av ett särskilt för dem år 1583 utfärdat tillstånd. "Från år 1583, den 6 oktober, hafva vi emellertid i hertig Karls registratur funnit ett märkeligt dokument, som utvisar, att företrädesvis finnar infunnit sig som kolonister." Han har fått många efterföljare i sina tolkningar. Men det finns även andra uppfattningar. Kari Tarkiainen skriver att olikheten i dessa åsikter illustrerar bra hur olika man kan bedöma en företeelse, som lämnat ganska få och motstridiga spår i källorna. I inledningen till sin avhandling skriver Nordmann:
| ”               | Det finska folket och det svenska hafva länge varit goda grannar. Och då de marker hvartdera innehade voro större än behofvet af utrymme, kunde utan olägenhet medlemmar af den ena stammen flytta in på den andras område och där söka sig nya hemvist. När slutligen en främmande hand år 1809 med krigets svärd förrättade storskifte mellan Bottenhafvets tvänne strandägare, befanns det, att ett par hundratusen personer af svensk härkomst bebodde Finlands kuster och att minst ett par tiotusentals finnar redt sina hem dels väster om Torneälf, dels inom mer än hundra skogrika socknar i mellersta Sverige. | „ |
| – Nordmann 1888 | |   |

Nordmann utgav även många historiska och skönlitterära arbeten, som Per Brahe (1904) och Gården med de fyra grindarna (1916).

### Skönlitteratur
- Små blyertsteckningar : en julklapp åt mina barn. Helsingfors. 1883. Libris 8246010
- Under skilda fanor : berättelse från 1788-90 års krig. Skrifter / utgifna af Sällskapet Svenska folkskolans vänner ; 9. Helsingfors. 1885. Libris 20036382. http://hdl.handle.net/2077/51478
- Mot fyren : berättelser från nyländska skären. Helsingfors: Edlund. 1889. Libris 8246043. https://runeberg.org/npmotfyren/
- Sannsagor ur djurens lif : berättade för Signe och hennes lekkamrater / af Peter Nord. Helsingfors. 1892
- Nyländska folksagor berättade för barn / af Peder Nord. Julklappen ; 1. Helsingfors. 1895. Libris 2938998
- Nord. Helsingfors. 1895 - Bilaga till Tidskrift för folkskolan och folkhögskolan.
- Historiska skildringar från nödtider och ofredsår. Helsingfors: Söderström & c:o. 1898. Libris w6pnd9w7tcfn3vph. http://hdl.handle.net/2077/62265
- Daniel : skådespel i tre akter. Helsingfors: s.n. 1899. Libris 9608036
- Ugglor i mossen : berättelse. Ströskrifter ; 1. Helsingfors. 1899. Libris 2939025
- Bilder och blad från Finlands sista år. Helsingfors. 1900. Libris 089hccr7xxkxgkb8. http://hdl.handle.net/2077/57899
- Mäster Peder och riddar Nils : historisk berättelse från reformationens gryningstid i Finland. Helsingfors: Wasenius. 1900. Libris 4df5l6nn21m6glgv. http://hdl.handle.net/2077/57753
- Nike och andra historiska noveller. Helsingfors: Söderström. 1907. Libris 8234762
- Furu-Jutte : trettio berättelser från de svenska bygderna i Finland tillegnade våra folkskolors elever. Svenska folkskolans vänner  : Skrifter ; 71. Helsingfors. 1912. Libris 8234759
- Gården med de fyra grindarna. Borgå: Schildt. 1916. Libris 8234760. https://runeberg.org/gard4grind/
- Major Myhrbergs berättelser för Margareta, Beata och Gösta / Peter Nord. Helsingfors: Söderström. 1918. Libris 2939021
- Starka prästen : berättelser om honom och av honom  : med 16 illustrationer. Helsingfors: Söderström. 1919. Libris 8234763
- Vårdagar i gamla Wasa (1786) : mamsell Saras ungdom (1802-09). Wasa: Fram. 1923. Libris 8234764

### Varia
- Historiska tabeller för elementarundervisningen : efter H. L. Melanders läroböcker sammanställd (2 :a uppl). Helsingfors. 1884. Libris 2939011
- På landsbygden. Skrifter utgivna av Svenska folkskolans vänner, 99-1860457-3 ; 11. Helsingfors. 1885. Libris 3230886
- Land och folk : geografisk läsebok för skoltid och ferier : med teckningar. Helsingfors. 1886. Libris 3060897. http://www.doria.fi/handle/10024/116010
- Norge förr och nu : efter O. Jensen, G. Storm, J.Dyring m.fl. Skrifter utg. af sällskapet "Svenska Folkskolans Vänner" ; 13. Helsingfors. Libris 2939018
- Historisk skolbok : första årskursen : gamla tiden. Helsingfors. 1887. Libris 2939010
- Finnarne i mellersta Sverige. Helsingfors. 1888. Libris 1220338. https://runeberg.org/fiimellsv/
- Om bibliotek, läsesalar och föredrag för folket. Skrifter utg. af sällskapet "Svenska Folkskolans Vänner" ; 20. Helsingfors. 1889. Libris 2939019
- Ryssarne i Pärnå 1713 : skildring från Stora ofredens dagar. Skrifter utg. af Svenska folkskolans vänner ; 18. Helsingfors. 1889. Libris 22525338. http://hdl.handle.net/2077/56111
- Skildringar ur Finlands och Sveriges historie. Skrifter utg.af sällskapet "Svenska Folkskolans Vänner" ; 23. Helsingfors. 1889. Libris 2939023
- Lärobok i Finlands historia för folkskolor. Helsingfors: Söderström. 1892
- Vägvisaren på Högholmen : illustrerad handbok. Helsingfors. 1892. Libris 3192791. https://runeberg.org/hogholmen/
- Illustrerad beskrifning öfver Nylands län för skolorna. Skrifter utg. af sällskapet "Svenska Folkskolans Vänner" ; 32. Helsingfors. 1894. Libris 2939013
- Berättelser ur allmänna historien utarbetade i nära öfverensstämmelse med folkskolans normalkurs. Helsingfors. 1895. Libris 2938997
- Geografiska bilder ur F. Hirts Bilderschatz zur Länder und Völkerkunde. Tidskrift för folkskolan och folkhögskolan ; Årg. 2. H. 9. Helsingfors. 1895. Libris 2939006. https://runeberg.org/geobilder/
- Arbetarens rättigheter och skyldigheter sammanställda enligt gällande lag. Vänner, Arbetets ; 1. Helsingfors. 1896. Libris 2938996
- Geografi-undervisningens mål, medel och metod i korthet framställda. Helsingfors. 1896. Libris 2137131
- Naturskildringar och folklifsbilder från Finland. Helsingfors. 1897 - Medförfattare: R. Hult.
- Leo Tolstoy. Öfvertryck från "Vårt Land" ; 4. Helsingfors. 1898. Libris 3060898
- Förbindelserna mellan Gregorius VII och Henrik IV åren 1073-76 : efter samtida urkunder skildrade. Helsingfors. 1900. Libris 2939004
- Bilder och blad ur Danmarks och Sönderjyllands nyare historia. Helsingfors. Skrifter utg. av föreningen "Svenska Folkskolans Vänner" ; 49. Helsingfors. 1901. Libris 2939001
- Historisk kart- och bilderbok : för skolornas behof utg. 1-2. Borgå. 1901-1902. Libris 2939009
- Föreningen Svenska Folkskolans Vänner 1882-1902 : en återblick öfver ett tjuguårigt folkbildningsarbete. Skrifter utg. af föreningen "Svenska Folkskolans Vänner" ; 50. Helsingfors. 1902. Libris 2939005
- Per Brahe, grefve till Visingsborg, friherre till Kajana, herre till Rydboholm, Lindholmen, Brahelinna och Bogesund, Sveriges rikes råd och drots samt lagman öfver Västmanland, Bergslagen och Dalarna : illustrerad lefnadsteckning. Skrifter / utgivna av Svenska litteratursällskapet i Finland, 0039-6842 ; 60. Helsingfors. 1904. Libris 1166492. http://hdl.handle.net/2077/44461
- Albert Edelfelt : en folklig minnesskrift. Skrifter utg. af sällskapet "Svenska Folkskolans Vänner" ; 59. Stockholm. 1906. Libris 1940736 - Medförfattare: K. Flodin.
- Bidrag till Helsingfors stads historia. 1-5. Skrifter / utgifna af Svenska Litteratursällskapet i Finland ; 69, 72, 76, 82, 86. Helsingfors. 1905-1908. Libris 423207. https://runeberg.org/nphforshi/
- Albert Edelfelt. Nordiska öresbiblioteket, 99-2033276-3 ; 1906:7. Stockholm. 1906. Libris 1940736
- Borgå barn och borgare : hågkomster och hörsägner. Helsingfors: Söderström. 1906. Libris 2065145
  -  2. omarb. och med 9 kapitel och 25 bilder tillökade uppl. Helsingfors: Söderström. 1917. Libris 2065145
- Till minne af Martin Wegelius. Helsingfors: Tilgmann. 1907. Libris 3161560 - Innehåller: Martin Wegelius och Svenska folkskolans vänner / af P. Nordmann
- Viktor Öhberg : en verksam mans långa levnad i korthet skildrad. Skrifter utg. af Svenska Folkskolans Vänner ; 63. Helsingfors. 1908. Libris 2939026
- Släkten Nordmann : en kortfattad historik. Helsingfors. 1910. Libris 2201207. http://urn.kb.se/resolve?urn=urn:nbn:se:kb:eod-2201207
- Svenska folkskolans vänners bilder från svenska bygder. Serie 1-2 / utg. av P. Nordmann och J. E. Rosberg. Helsingfors. 1910-1912. Libris 2939028
- Björnstjerne Björnson i lif och lära. Helsingfors. 1915. Libris 2650964
- Herman Renlund : en kortfattad levnadsteckning på uppdrag av stiftelsen Brita Maria Renlunds Minne. Helsingfors. 1918. Libris 2939008
- Högre elementarskolan i Borgå 1842 - 1873 : några blad ur dess historia saml. och på uppdrag af gamla kamrater utg. Borgå. 1918. Libris 2939012
- Krigsmän och krigsminnen : historiska skildringar från äldre tider. Helsingfors: Holger Schildts förlag. 1918. Libris 2557263
- Walter Runeberg 1838-1918 : bidrag till en konstnärsbiografi. Helsingfors: Söderström. 1918. Libris 339473

### Utgivare
- Fosterländska sånger för folkhögskolan och folkskolan : sammanställda. Borgå. 1890
- Hult, R (1900). Folkskolans geografi. Hfors. Libris 2713351
- Finlands kulturhistoria : medeltiden  / utg. af P. Nordmann och M. G. Schybergsson. Helsingfors: Söderström. 1908-1910. Libris 2077658

### Redaktör
- Kalender. Helsingfors: Svenska folkskolans vänner. 1886-1917. Libris 3841155
- Land och stad : illustrerad veckotidning för folket. 1890-1892. Libris 3841155
- Lilla folkhögskolebiblioteket utg. af P. Nordmann. Hfors. 1891-1893. Libris 2647665
- Tidskrift för folkskolan : organ för Finlands svenska folkskollärarförbund. Helsingfors. 1894-1897. Libris 2015717